# Hydriastele cariosa
Hydriastele cariosa (лат.) — вид однодольных растений рода Hydriastele семейства Пальмовые (Arecaceae). Под текущим таксономическим названием был описан ботаниками Джоном Лесли Боуи и Эдрианом Лу в 2004 году.
Синонимичное название-базионим — Gronophyllum cariosum Dowe & M.D. Ferrero.
В 2018 году сведён в младший синоним Hydriastele flabellata (Becc.) W.J.Baker & Loo.

## Распространение, описание
Эндемик Папуа — Новой Гвинеи. Типовой экземпляр собран в провинции Сандаун (остров Новая Гвинея), у реки Нули.
Нанофанерофит либо фанерофит.